# Wäxiö Tändsticksfabrik
Wäxiö Tändsticksfabrik var en tändsticksfabrik i Wäxjö, som grundades 1868 av  handlanden Carl Schander (1828-1898) och bokhandlaren C.G. Södergren.
En fabriksbyggnad i kalksten, flygelbyggnader och ett lagerhus i trä uppfördes vid korsningen Storgatan/Liedbergsgatan. Efter det att Södergren lämnat företaget efter några år, stod Carl Schander kvar som ensamägare till 1887, då han sålde fabriken till Swedish Match Company Ltd i London. Schander fortsatte därefter att leda fabriken som disponent till 1891. År 1913 tog AB Förenade Svenska Tändsticksfabriker under Ivar Kreugers ledning över fabriken, vars exportverksamhet därefter expanderade kraftigt. 
Tändsticksfabriken i Växjö blev stadens största arbetsplats, och hade omkring 350 anställda 1922, då en brand bröt ut den 30 maj. Hela fabriken brann ned, varefter den inte återuppbyggdes.